# Broumarské slatiny
Broumarské slatiny jsou přírodní památka poblíž Semechnic, při východním břehu rybníka Broumar v okrese Rychnov nad Kněžnou. Oblast spravuje Krajský úřad Královéhradeckého kraje.
Důvodem ochrany je zachování slatinné, bezkolencové louky a porostů vysokých ostřic, mokřadní olšiny, jasano-olšového luhu a vlhké dubohabřiny s výskytem zvláště chráněných a ohrožených druhů rostlin a živočichů ve všech jmenovaných biotopech. Z chráněných druhů se zde vyskytuje například hlízovec Loeselův (Liparis loeselii), prstnatec pleťový (Dactylorhiza incarnata), nebo ostřice Davallova (Carex davalliana).

## Galerie

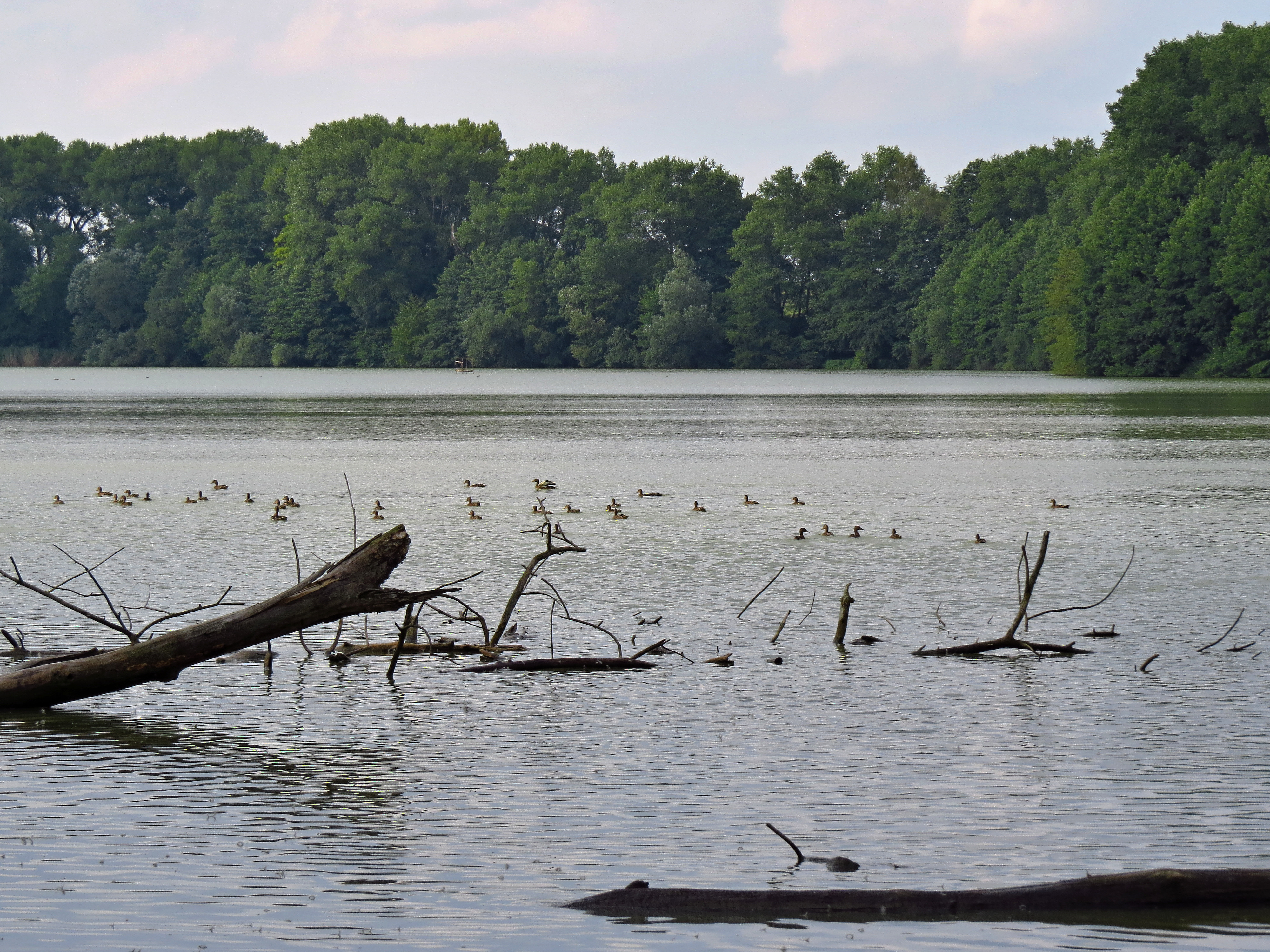
Kachny na Broumaru
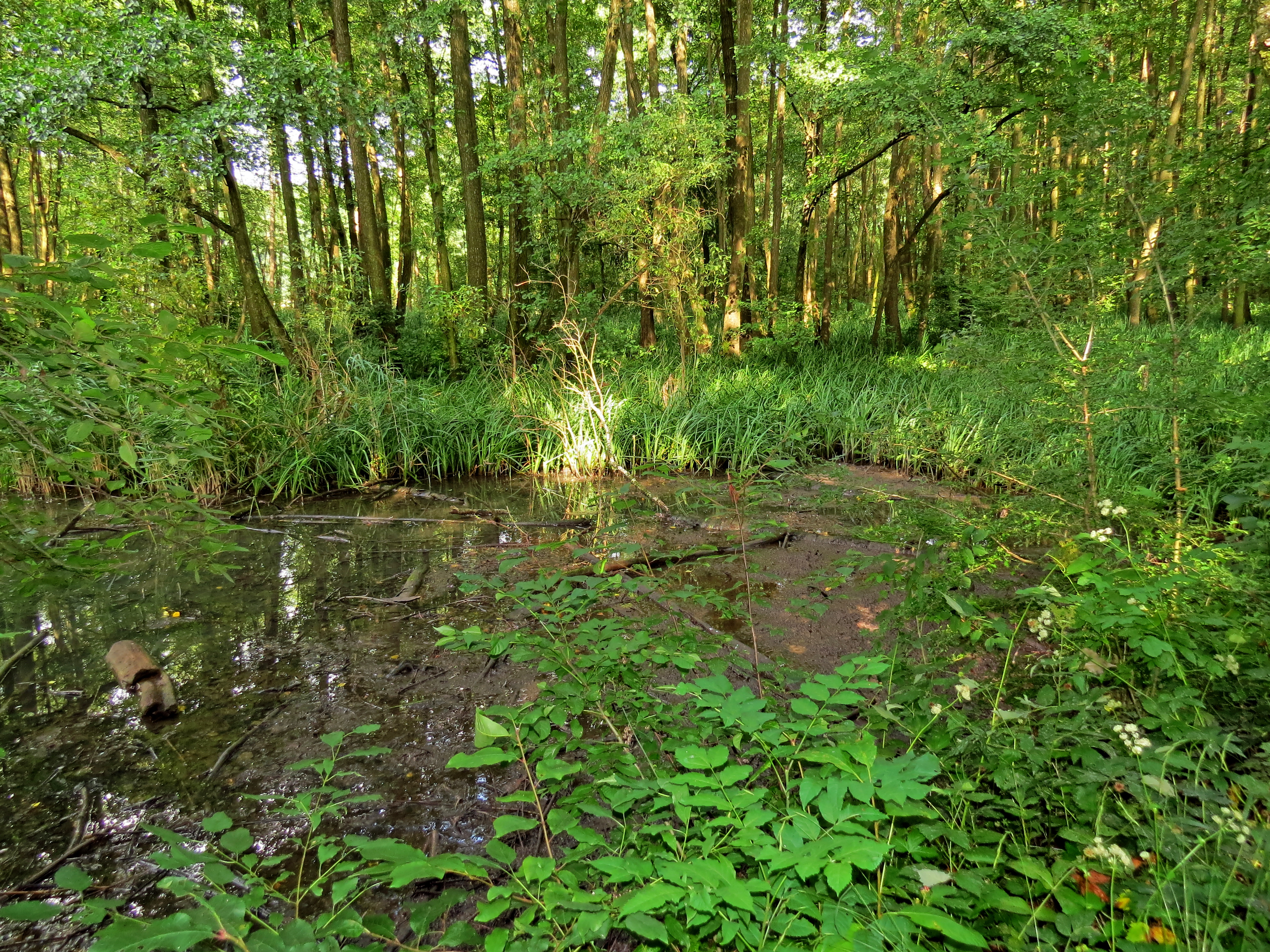
Mokřad
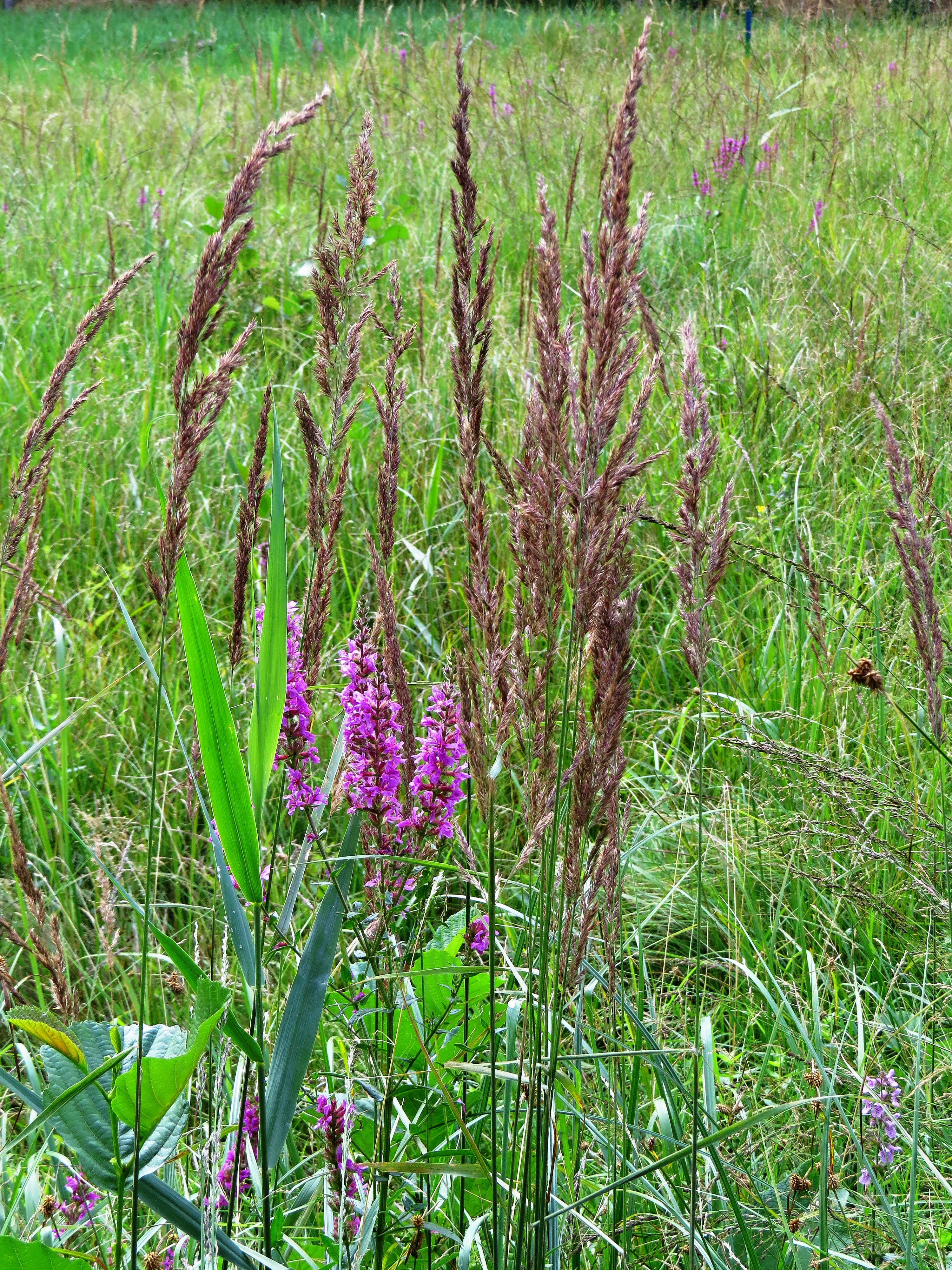
Květena na slatinné louce